# Пауло Ванчопе
Пауло Сесар Ванчопе Вотсон (шп. Paulo César Wanchope Watson; Хередија, 31. јул 1976) је фудбалер Костарике. Играо је на СП у Немачкој 2006. и постигао 2 гола.

## Клупска каријера
За Дарби каунти потписоа је уговор 27. марта 1997. године за своту од 600.000 фунти. Постигао је 28 голова у 83 утакмице, а затим потписао за Вест Хем јунајтед за 3.500.000 фунти. У Вест Хему је провео једну сезону за који је дебитовао против Херенвена у Интертото купу.
Касније је провео четири сезоне у Манчестер Ситију у којем је такође био један од запаженијих играча са 27 голова на 64 утакмице, укључујући и хет-трик против Сандерланда.
У последње три године каријере наступа је за шест различитих клубова: Малага, Ал Гарафа, Хередијано, Росарио сентрал, Токио и Чикаго фајер.

## Репрезентативна каријера
Пауло Ванчопе је најбољи стрелац Фудбалске репрезентације Костарике. Дао је 45 голова у 73 утакмица. Дебитовао је 2. октобра 1996. против Венецуеле.

## Статистика каријере

### Репрезентативна
| Костарика | Костарика | Костарика |
| Година    | Утакмице  | Голови    |
| --------- | --------- | --------- |
| 1996      | 7         | 3         |
| 1997      | 7         | 6         |
| 1998      | 2         | 4         |
| 1999      | 5         | 2         |
| 2000      | 12        | 7         |
| 2001      | 11        | 10        |
| 2002      | 7         | 3         |
| 2003      | 1         | 0         |
| 2004      | 6         | 5         |
| 2005      | 9         | 3         |
| 2006      | 5         | 2         |
| 2007      | 0         | 0         |
| 2008      | 1         | 0         |
| Укупно    | 73        | 45        |